# Tylecodon bayeri
Tylecodon bayeri är en fetbladsväxtart som beskrevs av E. van Jaarsveld. Tylecodon bayeri ingår i släktet Tylecodon och familjen fetbladsväxter. Inga underarter finns listade i Catalogue of Life.